# Paradiopatra glutinatrix
Paradiopatra glutinatrix är en ringmaskart som först beskrevs av Ehlers 1887.  Paradiopatra glutinatrix ingår i släktet Paradiopatra och familjen Onuphidae. Inga underarter finns listade i Catalogue of Life.